# 東出来島町
東出来島町（ひがしできじまちょう）は、徳島県徳島市の町名。内町地区に属している。丁目の無い単独町名である。徳島市の調査による2009年12月現在の人口は288人、世帯数は120世帯。郵便番号は〒770-0822。

## 地理
徳島市の中心駅徳島駅から北西、内町地区の北西部に位置する。出来島の中では最東部である。
南端の高徳線から北端の助任川の間に伸びる、南北に細長い町である。東西は道路で区切られ、東の道を越えた徳島町城内には商店街と官庁が広がる。城内との間の道路は南北に伸び、南は踏切で南出来島町と、北は前川橋で南前川町に通じているが、城内に平行して通る県道30号に比べれば裏通り的な道である。
旧市街の町並みを残している。

### 河川
- 助任川

## 歴史
現在の徳島町城内との境には、徳島城築城時に瓢箪堀が掘られ、城内と城外の境をなした。瓢箪堀は当初は寺島川から助任川まで通じていたが、江戸時代初期のうちに南北両端が築堤されて流れが絶え、浅い池ないし湿地状になった。
現在の東出来島町にあたる瓢箪堀の外側（西岸）は瓢箪堀前と呼ばれ、出来島一帯と同じく武家地だった。
助任川対岸の前川村との間には渡し舟があったが、1872年、瓢箪堀前の道の延長先に前川橋が架けられた。
明治以降の町割りでは出来島町の一部で、出来島本丁北（現ハローワーク徳島の西から三ツ合橋に伸びる通り「本丁」より北）の東端部だった。1941年、現在の町名となった。1975年までは1丁目と2丁目があったが、一部が南出来島町となった。

## 施設
- 前川橋